# 劉時俊
劉時俊（1566年—1626年），字夢叙，号勿所，四川叙州府隆昌县民籍富顺县人。明朝政治人物。同進士出身。

## 生平
萬曆二十五年丁酉科四川乡试第四名舉人，二十六年（1598年），登戊戌科進士，初授廬江县知县，调繁桐城、吴江，捐俸筑平望堤八十里，防蘇湖、太湖水患，人呼刘公堤，立祠奉祀。三十六年考選爲南京刑科给事中，疏劾南京守备抚宁侯朱继勋，又疏上十事。三十八年升为福建佥事，三十九年京察以浮躁去職。四十四年降補湖廣按察司知事，四十五年升行人司左司付，四十六年陝西主考。升尚宝司丞，泰昌元年被弹劾去職。天启元年（1621年），奢安之乱起，起升太僕寺少卿，赞画川湖云贵军务，募兵助练，收复重庆。后为总督张我续题参通夷，被逮入京审讯，上疏辯雪，加兵部右侍郎。天启六年丙寅（1626年）正月十九日卒。后追赠太僕寺卿，崇禎二年赠兵部尚书。妻喻氏封夫人。著有《大易统要》、《居官冰镜》、《治安文献》。

## 家族
曾祖劉玉堂。祖父劉本，天順元年進士。父刘正礼，以子貴封南京刑科给事中、尚宝司丞，進階冏卿、太僕寺卿。母侯氏赠淑人。子刘潜、崇禎九年解元劉泌。